# José Alberto Vallejo
José Alberto Vallejo, född 22 oktober 1942, är en argentinsk friidrottare. Han deltog vid olympiska sommarspelen 1972.